# 2011년 시카고 영화 비평가 협회상
제24회 시카고 비평가 협회상은 2011년 12월 19일에 열린 시상식이다.

## 수상 및 후보

### 작품상
- 트리 오브 라이프 - 테렌스 맬릭 수상
- 아티스트 - 미셀 하자나비시우스
- 디센던트 - 알렉산더 페인
- 드라이브 - 니콜라스 윈딩 레픈
- 휴고 - 마틴 스코세이지

### 감독상
- 트리 오브 라이프 - 테렌스 맬릭 수상

### 남우주연상
- 테이크 쉘터 - 마이클 섀넌 수상
- 디센던트 - 조지 클루니
- 아티스트 - 장 뒤자르댕
- 셰임 - 마이클 패스벤더
- 팅커, 테일러, 솔저, 스파이 - 게리 올드만

### 여우주연상
- 마이 위크 위드 마릴린 - 미셸 윌리엄스 수상
- 멜랑콜리아 - 커스틴 던스트
- 마샤 마시 메이 말렌 - 엘리자베스 올슨
- 마가렛 - 케네스 로너건
- 철의 여인 - 메릴 스트립

### 남우조연상
- 드라이브 - 앨버트 브룩스 수상
- 워리어 - 닉 놀테
- 영 어덜트 - 패트릭 윌슨
- 트리 오브 라이프 - 브래드 피트
- 비기너스 - 크리스토퍼 플러머

### 여우조연상
- 트리 오브 라이프 - 제시카 차스테인 수상
- 내 여자친구의 결혼식 - 멜리사 맥카시
- 셰임 - 캐리 멀리건
- 헬프 - 옥타비아 스펜서
- 디센던트 - 쉐일린 우들리

### 각본상
- 아티스트 - 미셀 하자나비시우스 수상
- 마샤 마시 메이 말렌 - T. 숀 더킨
- 미드나잇 인 파리 - 우디 앨런
- 씨민과 나데르의 별거 - 아쉬가르 파라디
- 트리 오브 라이프 - 테렌스 맬릭

### 각색상
- 머니볼 - 아론 소킨 외1명 수상
- 디센던트 - 알렉산더 페인 외1명
- 드라이브 - 호세인 아미니
- 휴고 - 존 로건
- 팅커, 테일러, 솔저, 스파이 - 브리젯 오코너 외1명

### 촬영상
- 드라이브 - 뉴턴 토머스 시겔
- 휴고 - 로버트 리처드슨
- 멜랑콜리아 - 마누엘 알베르토 클라로
- 트리 오브 라이프 - 엠마누엘 루베즈키
- 워 호스 - 야누즈 카민스키

### 음악상
- 드라이브 - 클리프 마르티네즈 수상
- 아티스트 - 루도빅 바우스
- 밀레니엄 : 여자를 증오한 남자들 - 트렌트 리즈너 외1명
- 한나 - The Chemical Brothers
- 휴고 - 하워드 쇼어

### 유망연출상
- 마샤 마시 메이 말렌 - T. 숀 더킨 수상
- 마진 콜 - J.C. 챈더
- 마이 위크 위드 마릴린 - 사이먼 커티스
- 라이크 크레이지 - 드레이크 도리머스
- 헬프 - 테이트 테일러

### 유망연기상
- 마샤 마시 메이 말렌 - 엘리자베스 올슨 수상
- 트러스트 - 라이아나 리버라토
- 어나더 어스 - 브릿 말링
- 트리 오브 라이프 - 헌터 맥크랙큰
- 디센던트 - 쉐일린 우들리